# Hodgya
Hodgya (románul Hoghia) falu Romániában, Hargita megyében.

## Földrajza
A falu a Sükő-pataka mentén, községközpontjától Felsőboldogfalvától 5 km-re fekszik. A falu tulajdonképpen a patak völgyében fekszik, és minden oldalról dombok határolják: délen, Bikafalva felől Falbükk és Kicsierdő; keleten és északkeleten, Székelyudvarhely felől Csicser (671 m) és Budvár (635 m); északon, Farcád felől Gaczhomloka, míg nyugaton Honthegye (575 m).
Földrajzi koordinátái: é. sz. 46° 16′, k. h. 25° 13′46.266667°N 25.216667°E.

## Története
A település a tatárjárás idején keletkezett, feltehetőleg a Közép-Küküllő vidékéről költöztek a Budvár védelmébe a lakosok, első írásos említése 1566-ból van, Hagya néven. Története során háromszor költözött, távolodva a szomszédos Farcádtól, a bővebb vizű kutak és források mellé húzódva.
Orbán Balázs szerint a falu egykor nem itt, hanem a véckei és szentdemeteri határban a Hodgya-patak mellett feküdt.
1910-ben 444, 1992-ben 276 magyar lakosa volt.
A trianoni békeszerződésig Udvarhely vármegye Udvarhelyi járásához tartozott.

## Népessége
A legelső adatok a település lakosságára, illetve annak összetételére 1576-ból maradtak fenn, és a Székely Oklevéltárban találhatóak. Ebből megtudhatjuk, hogy 1576-ban a Báthori István és Bekes Gáspár közötti kerelőszentpáli csatában a fejedelem oldalán már jelen volt két 50 dénáros adót fizető hodgyai főember: Hoggiai Lukaczi és Hoggiai Janos. 1591-ben már volt két főember (Hoggiai István és Hoggiai Mihály), két királybíró (Hoggiai Lukaczi és Hoggiai Janos), valamint szabadosok, lófők és jobbágyok. A Bethlen Gábor által 1614. február 18-án végeztetett összeírásban négy nemes, nyolc lófő, öt gyalog puskás, hét szabados, öt ősjobbágy, négy zálogos jobbágy és egy jövevény szerepelt.
A falu lakosságának megoszlása 1850 és 2005 között a következő:
| Év   | Ortodox | Görög katolikus | Római katolikus | Református | Evangélikus | Unitárius | Izraelita | Egyéb | Baptista | Pünkösdista | Összesen |
| ---- | ------- | --------------- | --------------- | ---------- | ----------- | --------- | --------- | ----- | -------- | ----------- | -------- |
| 1850 | -       | -               | 10              | 398        | -           | -         | -         | -     | -        | -           | 408      |
| 1857 | -       | -               | 15              | 438        | -           | -         | -         | -     | -        | -           | 453      |
| 1869 | -       | -               | 10              | 436        | -           | -         | -         | -     | -        | -           | 446      |
| 1880 | -       | -               | 7               | 423        | -           | 1         | -         | -     | -        | -           | 432      |
| 1890 | -       | 1               | 15              | 416        | -           | -         | -         | 2     | -        | -           | 434      |
| 1900 | -       | 1               | 25              | 408        | -           | 11        | -         | -     | -        | -           | 444      |
| 1910 | -       | -               | 25              | 409        | -           | 6         | 4         | -     | -        | -           | 444      |
| 1930 | -       | -               | 21              | 394        | -           | 5         | 3         | 2     | 2        | -           | 425      |
| 1941 | 2       | -               | 28              | 432        | -           | 8         | -         | 3     | 3        | -           | 473      |
| 1992 | -       | -               | 23              | 249        | -           | 4         | -         | -     | -        | -           | 276      |
| 2005 | -       | -               | 20              | 225        | -           | 2         | -         | -     | -        | -           | 285      |

## Látnivalók
Református temploma 1812 és 1825 között épült. Orbán Balázs A Székelyföld leírása című művében így ír a templomról:

„A hosszan elnyúló két Hodgya (alsó és felső) 1758-ban válván el Farczádtól, régi templomot nem tud felmutatni; de uj templomában igen egy régi ónkannát, mely egyike a székelyföld legrégibb és legékesebb szent edényeinek. Ennek alakja nyolcz szögü, mindenik lapon gót ornamentika alkotta diszfödélzet (baldachin) alatt egy-egy szent alakja van bevésve, mélyitett és nem kidomboritott vonalokkal; alól sárkányok s más a gót ornamentikába felvett szörnyek. … Kár, hogy ezen becses müemléket az ajándékozó neve és az ajándékozás évszámainak bevésetése által megcsonkitatta. Adták e kannát hodgyai Tamási Károly és neje Mauchs Jozefa 1801-ben, mi fölül körirva van. Oldalán később 1835-öt is bevésték. Hogy az adományozók kezébe hogyan és mikor került, arra semmi adattal nem birunk.”

– Orbán Balázs: A Székelyföld leírása, Pest, 1868 (Online elérés)

Korábban mind a Felszegnek, mind az Alszegnek külön temploma volt, melyeket azonban le kellett bontani súlyos állapotuk miatt. Vita után az új templom az Alszegen épült fel.
A faluban Józsa Béla költőnek emlékmúzeuma volt, jelenleg (2004-től) Néprajzi Gyűjtemény működik az épületben.

## Híres szülöttei
- Józsa Béla (1898–1943) közíró, szerkesztő, költő, építőmunkás, faszobrász
- Pál Árpád (1929–2006) matematikus, csillagász, szakíró
- Pálffy Árpád (1931–2023) szobrász-keramikus
- Pálffy Károly (1903–1983) szerkesztő, közíró